# Lac Baptiste (Alberta)
Le lac Baptiste, (en anglais : Baptiste Lake), est un lac situé en Alberta au Canada.